# Livländskt dragonregemente (W.A. Schlippenbach)
Livländskt dragonregemente var ett värvat svenskt dragonregemente under stora nordiska kriget 1700–1721. Regementet skall inte förväxlas med andra livländska förband och regementen under samma tid.

## Historia
Förbandet värvades år 1700 och bestod av 600 man. I juni 1700 vid Wellingks häravdelning i Livland. Den 7 juli 1702 fattades 210 man. Regementet led stor förlust vid Hummelhof den 17 samma månad och räknade den 17 januari 1703 endast 79 man och 271 hästar. Återuppsattes med stor kostnad och mönstrades fulltaligt i Reval den 24 april. Tillhörde Schlippenbachs armé och övergick senare till Lewenhaupts armé, med vilken regementet avgick till Ukraina. Fånget efter Poltava.

## Förbandschefer
- 1700–1709: W.A. von Schlippenbach

## Övriga källor
- Larsson, Anders, Karolinska uniformer och munderingar åren 1700-1721 s. 108–128. Jengel Förlag Östersund 2022. ISBN 978-91-88573-43-8